# Dasha, Huangpu
Dasha (kinesiska: 大沙) är ett stadsdelsdistrikt (jiedao) i sydöstra Kina. Det ligger i stadsdistriktet Huangpu i provinshuvudstaden Guangzhou i provinsen Guangdong,  omkring 18 kilometer öster om centrala Guangzhou. Antalet invånare är 44 641. Befolkningen består av 20 240 kvinnor och 24 401 män. Barn under 15 år utgör 11,0 %, vuxna 15-64 år 85 %, och äldre över 65 år 3,0 %.